# Drapeau Petronor
Le Drapeau Petronor est le prix d'une régate qui fait actuellement partie de la Ligue ARC (catégorie 1) et qui est organisée par le Club d'aviron Zierbena.

## Palmarès
| Édition | Année | Vainqueur       | Deuxième     | Troisième       |
| ------- | ----- | --------------- | ------------ | --------------- |
| I       | 1984  | Zumaia          | Orio         | Santurtzi       |
| II      | 1985  | Zumaia          | Orio         | Kaiku           |
| III     | 1986  | Kaiku           | Santurtzi    | Zierbena        |
| IV      | 1987  | San Pedro       | Santurtzi    | Hondarribia     |
| V       | 1988  | San Pedro       | Zierbena     | Zumaia          |
| VI      | 1989  | San Pedro       | Zumaia       | San Juan        |
| VII     | 1990  | San Pedro       | San Juan     | Zierbena        |
| VIII    | 1991  | San Pedro       | Orio         | Arraun Lagunak  |
| IX      | 1992  | San Pedro       | Zumaia       | Santander       |
| X       | 1993  | San Pedro       | Samertolameu | Santander       |
| XI      | 1994  | Orio            | Santurtzi    | Hondarribia     |
| XII     | 1995  | Ondarroa        | Hondarribia  | San Juan        |
| XIII    | 1996  | Ondarroa        | Elantxobe    | Zierbena        |
| XIV     | 1997  | Orio            | San Pedro    | Trintxerpe      |
| XV      | 1998  | San Pedro       | Hondarribia  | Castro-Urdiales |
| XVI     | 1999  | Urdaibai        | Santurtzi    | Isuntza         |
| XVII    | 2000  | Orio            | San Juan     | Castro-Urdiales |
| XVIII   | 2001  | Orio            | Hondarribia  | Zumaia          |
| XIX     | 2002  | Castro-Urdiales | San Juan     | Urdaibai        |
| XX      | 2003  | Trintxerpe      | Santander    | Luchana         |
| XXI     | 2004  | Santander       | Arkote       | Zierbena        |
| XXII    | 2005  | Zumaia          | Zarautz      | Laredo          |
| XXIII   | 2006  | San Pedro       | Getaria      | Isuntza         |
| XXIV    | 2007  | San Juan        | Getaria      | Pontejos        |
| XXV     | 2008  | Kaiku           | Isuntza      | San Juan        |
| XXVI    | 2009  | Astillero       | San Juan     | Isuntza         |
| XXVII   | 2010  | Zierbena        | Camargo      | Santurtzi       |